# Đorđe Petrović (calciatore)
Đorđe Petrović (in serbo Ђорђе Петровић?; Požarevac, 8 ottobre 1999) è un calciatore serbo, portiere del Bournemouth e della nazionale serba.

## Carriera

### Club

#### Čukarički
Cresce nel settore giovanile del Čukarički, prima di venir mandato in prestito nella stagione 2018-2019 all'IMT Belgrado, squadra di terza serie serba con la quale colleziona sette presenze. Tornato alla base, ha esordito in prima squadra il 21 settembre 2019 disputando l'incontro di campionato vinto per 1-0 contro il Mladost Lučani, guadagnandosi il posto da titolare per il resto della stagione. Fa il suo debutto nelle competizioni europee, il 21 agosto 2021 nella sfida valida per il secondo turno di qualificazione alla Conference League contro il Sumqayit (0-0). In tre stagioni, totalizza con la squadra serba 86 presenze con 85 reti subite.

#### New England Revolution
Il 6 aprile 2022, viene ufficializzato il suo passaggio al New England Revolution, squadra statunitense militante in MLS, con la quale firma un contratto triennale. Dopo una presenza l'8 maggio con la seconda squadra contro i Colombus Crew II (0-4), fa il suo debutto con la prima squadra il 12 giugno successivo, nella sfida esterna di campionato contro il Kansas City, vinta per 2-1. Da lì in poi, diventa il titolare fisso a difesa dei nuovi colori, venendo inserito anche nell'MLS All-Star Team 2023 per la sfida contro l'Arsenal. In due stagioni, totalizza 48 presenze concedendo 58 reti.

#### Chelsea e prestito allo Strasburgo
Il 26 agosto 2023 viene comunicato il suo trasferimento al Chelsea, per 12.5 milioni di sterline, più 1 e mezzo di bonus, firmando un contratto settennale. Debutta con i londinesi, il successivo 10 dicembre, subentrando nella sfida esterna di Premier League contro l'Everton visto l'infortunio del titolare Robert Sánchez (2-0). Fa il suo debutto da titolare, sei giorni dopo nella vittoria a Stamford Bridge per 2-0 contro lo Sheffield United.
Il 30 agosto 2024, nell'ultimo giorno di calciomercato, viene ceduto in prestito allo Strasburgo.

#### Bournemouth
Il 16 luglio 2025 viene ceduto a titolo definitivo al Bournemouth.

### Nazionale
Viene convocato per la prima volta con la Nazionale Under-21 nel novembre del 2019. Fa, però, il suo debutto il 9 ottobre 2020 nella sfida contro la Polonia (1-0), valida per le Qualificazioni agli Europei Under-21 2021, dove non si qualificano.
Nel novembre 2020, viene convocato per la prima volta con la Nazionale maggiore per la sfida di Nations League contro la Russia, senza scendere in campo. Debutta il 25 gennaio 2021, in un'amichevole a reti bianche contro la Repubblica Dominicana. Torna a vestire la maglia della nazionale, il 26 gennaio 2023 in amichevole contro gli Stati Uniti (1-2).

## Statistiche

### Presenze e reti nei club
Statistiche aggiornate al 16 luglio 2025.
| Stagione                      | Squadra                       | Campionato                    | Campionato | Campionato | Coppe nazionali | Coppe nazionali | Coppe nazionali | Coppe continentali | Coppe continentali | Coppe continentali | Altre coppe | Altre coppe | Altre coppe | Totale | Totale |
| Stagione                      | Squadra                       | Comp                          | Pres       | Reti       | Comp            | Pres            | Reti            | Comp               | Pres               | Reti               | Comp        | Pres        | Reti        | Pres   | Reti   |
| ----------------------------- | ----------------------------- | ----------------------------- | ---------- | ---------- | --------------- | --------------- | --------------- | ------------------ | ------------------ | ------------------ | ----------- | ----------- | ----------- | ------ | ------ |
| 2019-2020                     | Čukarički                     | SL                            | 21         | -26        | CS              | 4               | -4              | UEL                | 0                  | 0                  | -           | -           | -           | 25     | -30    |
| 2020-2021                     | Čukarički                     | SL                            | 34         | -29        | CS              | 0               | 0               | -                  | -                  | -                  | -           | -           | -           | 34     | -29    |
| 2021-2022                     | Čukarički                     | SL                            | 23         | -20        | CS              | 0               | 0               | UECL               | 4                  | -6                 | -           | -           | -           | 27     | -26    |
| Totale Čukarički              | Totale Čukarički              | Totale Čukarički              | 78         | -75        |                 | 4               | -4              |                    | 4                  | -6                 |             | -           | -           | 86     | -85    |
| apr.-dic. 2022                | N.E. Revolution II            | MLSNP                         | 1          | -4         | -               | -               | -               | -                  | -                  | -                  | -           | -           | -           | 1      | -4     |
| apr.-dic. 2022                | N.E. Revolution               | MLS                           | 21         | -27        | USOC            | 2               | -2              | -                  | -                  | -                  | -           | -           | -           | 23     | -29    |
| gen.-lug. 2023                | N.E. Revolution               | MLS                           | 22         | -27        | USOC            | 0               | 0               | -                  | -                  | -                  | LC          | 3           | -2          | 25     | -29    |
| Totale New England Revolution | Totale New England Revolution | Totale New England Revolution | 43         | -54        |                 | 2               | -2              |                    | -                  | -                  |             | 3           | -2          | 48     | -58    |
| 2023-2024                     | Chelsea                       | PL                            | 23         | -38        | FACup+CdL       | 4+4             | -2 + -4         | -                  | -                  | -                  | -           | -           | -           | 31     | -44    |
| 2024-2025                     | Strasburgo                    | L1                            | 31         | -38        | CF              | -               | -               | -                  | -                  | -                  | -           | -           | -           | 31     | -38    |
| 2025-2026                     | Bournemouth                   | PL                            | 0          | 0          | FACup+CdL       | 0+0             | 0+0             | -                  | -                  | -                  | -           | -           | -           | 0      | 0      |
| Totale carriera               | Totale carriera               | Totale carriera               | 176        | -209       |                 | 14              | -12             |                    | 4                  | -6                 |             | 3           | -2          | 197    | -229   |

### Cronologia presenze e reti in nazionale
| Cronologia completa delle presenze e delle reti in nazionale ― Serbia | Cronologia completa delle presenze e delle reti in nazionale ― Serbia | Cronologia completa delle presenze e delle reti in nazionale ― Serbia | Cronologia completa delle presenze e delle reti in nazionale ― Serbia | Cronologia completa delle presenze e delle reti in nazionale ― Serbia | Cronologia completa delle presenze e delle reti in nazionale ― Serbia | Cronologia completa delle presenze e delle reti in nazionale ― Serbia | Cronologia completa delle presenze e delle reti in nazionale ― Serbia |
| Data                                                                  | Città                                                                 | In casa                                                               | Risultato                                                             | Ospiti                                                                | Competizione                                                          | Reti                                                                  | Note                                                                  |
| --------------------------------------------------------------------- | --------------------------------------------------------------------- | --------------------------------------------------------------------- | --------------------------------------------------------------------- | --------------------------------------------------------------------- | --------------------------------------------------------------------- | --------------------------------------------------------------------- | --------------------------------------------------------------------- |
| 25-1-2021                                                             | Santo Domingo                                                         | Rep. Dominicana                                                       | 0 – 0                                                                 | Serbia                                                                | Amichevole                                                            | -                                                                     |                                                                       |
| 26-1-2023                                                             | Los Angeles                                                           | Stati Uniti                                                           | 1 – 2                                                                 | Serbia                                                                | Amichevole                                                            | -1                                                                    | 46’                                                                   |
| 21-3-2024                                                             | Mosca                                                                 | Russia                                                                | 4 – 0                                                                 | Serbia                                                                | Amichevole                                                            | -4                                                                    |                                                                       |
| 15-11-2024                                                            | Zurigo                                                                | Svizzera                                                              | 1 – 1                                                                 | Serbia                                                                | UEFA Nations League 2024-2025 - 1º turno                              | -1                                                                    |                                                                       |
| 18-11-2024                                                            | Leskovac                                                              | Serbia                                                                | 0 – 0                                                                 | Danimarca                                                             | UEFA Nations League 2024-2025 - 1º turno                              | -                                                                     |                                                                       |
| 7-6-2025                                                              | Tirana                                                                | Albania                                                               | 0 – 0                                                                 | Serbia                                                                | Qual. Mondiali 2026                                                   | -                                                                     |                                                                       |
| 10-6-2025                                                             | Leskovac                                                              | Serbia                                                                | 3 – 0                                                                 | Andorra                                                               | Qual. Mondiali 2026                                                   | -                                                                     |                                                                       |
| Totale                                                                |                                                                       | Presenze                                                              | 7                                                                     |                                                                       | Reti                                                                  | -6                                                                    |                                                                       |

## Palmarès
- Coppa del mondo per club: 1

Chelsea: 2025